# 정영태 (1952년 3월)
정영태(鄭永台, 1952년 3월 17일 ~ )는 대한민국의 제4·6·7대 전라남도 순천시의원이다.

## 학력
- 순천남국민학교 졸업
- 순천매산중학교 졸업
- 순천매산고등학교 졸업
- 순천제일대학교 품질경영학과 졸업
- 명신대학교 (폐교) 사회복지학과 졸업

## 경력
- 별량면 체육회 상임부회장
- 별량면 통합초대 청년회장
- 승주청년회의소 특우회장
- 전남 지구청년회의소특우회 부회장
- 순천경찰서 행정발전위원회 선도위원
- 순천시 체육회이사
- 별량노인장수대학 운영위원장
- 2002.07 ~ 2006.06 제4대 전라남도 순천시의회 의원
- 2002.07 ~ 2004.07 제4대 전라남도 순천시의회 전반기 의회운영위원회 위원
- 2002.07 ~ 2004.07 제4대 전라남도 순천시의회 전반기 산업건설위원회 위원
- 2002.07 ~ 2004.07 제4대 전라남도 순천시의회 전반기 예산결산특별위원회 위원
- 2003.12 ~ 2003.12 제4대 전라남도 순천시의회 순천시 조직개편특별위원회 위원
- 2004.07 ~ 2006.06 제4대 전라남도 순천시의회 후반기 산업건설위원회 위원
- 2004.07 ~ 2006.06 제4대 전라남도 순천시의회 후반기 예산결산특별위원회 위원
- 2004.09 ~ 2005.12 제4대 전라남도 순천시의회 순천시 농어촌발전특별위원회 위원
- 2010.07 ~ 2014.06 제6대 전라남도 순천시의회 의원
- 2010.07 ~ 2012.07 제6대 전라남도 순천시의회 전반기 도시건설위원회 위원장
- 2012.07 ~ 2014.06 제6대 전라남도 순천시의회 후반기 부의장
- 2012.07 ~ 2014.06 제6대 전라남도 순천시의회 후반기 문화경제위원회 위원
- 2014.07 ~ 2017.04 제7대 전라남도 순천시의회 의원
- 2014.07 ~ 2016.07 제7대 전라남도 순천시의회 전반기 도시건설위원회 위원
- 2014.07 ~ 2016.07 제7대 전라남도 순천시의회 전반기 예산결산특별위원회 위원장
- 2016.07 ~ 2017.04 제7대 전라남도 순천시의회 후반기 행정자치위원회 위원

## 논란
- 2017년 4월 7일 선관위 “순천시의원 나선거구 5·9 보궐선거 안해”

## 역대 선거 결과
|  | 49.13% |

|  | 12.99% |

|  | 36.82% |

|  | 34.29% |